# Featherstone (Staffordshire)
Featherstone is een civil parish in het bestuurlijke gebied South Staffordshire, in het Engelse graafschap Staffordshire met 3.948 inwoners.